# F3 spagnola 2007
Il campionato di Formula 3 spagnola dell'anno 2007 si è aperto il 1º aprile sul tracciato di Jarama e si concluderà l'11 novembre sul tracciato catalano di Montmeló.
Le uniche vetture ammesse dal regolamento sono le Dallara 306 per quanto riguarda la Classe A e le Dallara 300 per quanto riguarda la classe B. La motorizzazione è invece unica ed è a carico della Toyota.

## Gare
01. Jarama ( Spagna) (30/03-01/04/2007)
Polesitter: Manuel Saez ( Spagna) (Dallara 306-Toyota - Campos) in 1'29.237
Ordine d'arrivo Gara 1: (16 giri per un totale di 61,584 km)
Classe A:
1. Marco Barba ( Spagna) (Dallara 306-Toyota - Tec Auto) in 24'19.903
2. Maximo Cortes ( Spagna) (Dallara 306-Toyota - Tec Auto) a 0"292
3. Himar Acosta ( Spagna) (Dallara 306-Toyota - Llusia) a 1"882
4. Germán Sánchez ( Spagna) (Dallara 306-Toyota - Campos) a 4"726
5. Manel Cerqueda ( Andorra) (Dallara 306-Toyota - Tec Auto) a 6"977
6. Víctor García ( Spagna) (Dallara 306-Toyota - GTA) a 16"161
7. Bruno Mendez ( Spagna) (Dallara 306-Toyota - De Villota) a 17"453
8. Adrian Campos jr. ( Spagna) (Dallara 306-Toyota - Campos) a 18"186
9. Marcos Martinez ( Spagna) (Dallara 306-Toyota - Novo Team) a 20"629
10. Manuel Saez ( Spagna) (Dallara 306-Toyota - Campos) a 21"073

Classe B:
1. Juan Polar ( Perù) (Dallara 300-Toyota - Novo Team)
2. Samuel Checa ( Spagna) (Dallara 300-Toyota - Catolan)
3. Xavi Barrio ( Spagna) (Dallara 300-Toyota - Cetea)
4. Alan Sicart ( Spagna) (Dallara 300-Toyota - Cetea)
5. Juan Ramon Zapata ( Spagna) (Dallara 300-Toyota - GTA)

Ordine d'arrivo Gara 2: (16 giri per un totale di 61,584 km)
Classe A:
1. Maximo Cortes ( Spagna) (Dallara 306-Toyota - Tec Auto) in 24'13.219
2. Manel Cerqueda ( Andorra) (Dallara 306-Toyota - Tec Auto) a 4"178
3. Víctor García ( Spagna) (Dallara 306-Toyota - GTA) a 6"105
4. Marcos Martinez ( Spagna) (Dallara 306-Toyota - Novo Team) a 8"969
5. Bruno Mendez ( Spagna) (Dallara 306-Toyota - De Villota) a 20"507
6. Nicolas Prost ( Francia) (Dallara 306-Toyota - Campos) a 21"653
7. José Luis Cunill ( Spagna) (Dallara 306-Toyota - GTA) a 22"058
8. Nil Monserrat ( Spagna) (Dallara 306-Toyota - Cetea) a 22"986
9. Germán Sánchez ( Spagna) (Dallara 306-Toyota - Campos) a 24"461
10. Marco Barba ( Spagna) (Dallara 306-Toyota - Tec Auto) a 29"652

Classe B:
1. Juan Polar ( Perù) (Dallara 300-Toyota - Novo Team)
2. Christian Ebbesvik ( Norvegia) (Dallara 300-Toyota - West Tec)
3. Samuel Checa ( Spagna) (Dallara 300-Toyota - Catolan)
4. Alan Sicart ( Spagna) (Dallara 300-Toyota - Cetea)
5. Carmen Jordá ( Spagna) (Dallara 300-Toyota - Meycom)
6. Xavi Barrio ( Spagna) (Dallara 300-Toyota - Cetea)
7. Roc Vives ( Spagna) (Dallara 300-Toyota - GTA)
8. Juan Ramon Zapata ( Spagna) (Dallara 300-Toyota - GTA)

02. Jerez de la Frontera ( Spagna) (05-06/05/2007)
03. Estoril ( Portogallo) (26-27/05/2007)
04. Albacete ( Spagna) (23-24/06/2007)
05. Magny-Cours ( Francia) (14-15/07/2007)
06. Valencia ( Spagna) (29-30/09/2007)
07. Jerez de la Frontera ( Spagna) (27-28/10/2007)
08. Montmeló ( Spagna) (10-11/11/2007)